# Amblyocarenum
Amblyocarenum és un gènere d'aranyes migalomorfes de la família dels cirtauquènids (Cyrtaucheniidae). Vieun al sud d'Europa i al mar Mediterrani.

## Taxonomia
L'abril de 2016, segons el World Spider Catalog, aquest gènere tenia reconegudes les següents espècies:
- Amblyocarenum doleschalli (Ausserer, 1871) – Itàlia, Sicília
- Amblyocarenum nuragicus Decae, Colombo & Manunza, 2014 – Sardenya
- Amblyocarenum obscurus (Ausserer, 1871) – Sicília
- Amblyocarenum walckenaeri (Lucas, 1846) (Espècie tipus) – Zona mediterrània